# Рожников, Александр Александрович
Александр Александрович Рожников (род. 20 апреля 1960, пос. Красково Люберецкого района Московской области) — российский скульптор, заслуженный художник РФ (2006), академик РАХ (2018).

## Биография
После окончания Красковской средней школы 55 в 1977 году начал трудовую деятельность на Кореневском силикатном заводе токарем механического цеха. После службы в Советской армии с 1980 года А. А. Рожников начал интенсивно заниматься в скульптурой студии в Люберецком городском Дворце культуры, что позволило в 1983 году успешно поступить в Московское высшее художественно-промышленное училище (бывшее Строгановское). По окончании Вуза А. А. Рожников успешно совмещает творческую деятельность с муниципальной и государственной службой.
Является профессиональным скульптором, заслуженным работником культуры Московской области (2003), действительным членом Международной академии культуры и искусства (2018), председателем общественного Совета при Министерстве культуры Московской области по независимой оценке качества оказываемых услуг в сфере культуры, членом Союза художников России (1997), членом творческого Союза художников России, членом Правления Московского областного отделения Союза журналистов России (2014), членом Правления, руководителем секции скульптуры общественной организации Союз художников Подмосковья (2011), член Совета по культуре Российской национальной гвардии (2018).
Участвовал в выставках:
- Персональная выставка в ЦВЗ, Коломна (2008)
- Выставка «Арт-Манеж», ЦВЗ Манеж, Москва (2008)
- Персональная выставка в Московском областном Доме искусств «Кузьминки», Москва (2010)
- Выставка «Русь Православная». Город Щелково, картинная галерея (2011)
- Ежегодная выставка областных художников. Город Щелково, картинная галерея (2012)
- Выставка «Русь Православная». Город Подольск, городской выставочный зал (2013)
- Выставка скульптуры в залах Российской академии художеств. Москва (2014)
- Выставка скульптуры в залах Московского государственного музея «Дом Бурганова». Москва (2014)
- Персональная выставка в залах Российской академии художеств. Москва (2015) http://rah.ru/
- Выставка скульптуры в залах Московского государственного музея «Дом Бурганова». Москва (2015)

## Творческая деятельность
- В 1987 году А. А. Рожниковым была создана портретная мемориальная доска директору Красковской средней школы 55 Н. А. Горохову.
- В 1993 году в поселке Коренево установлен памятник воинам-кореневцам, погибшим в Великой Отечественной войне.
- В 1997 году А. А. Рожников выиграл Конкурс на создание Герба и Флага Люберецкого района и 20 лет, вплоть до 2017 года Люберецкий район динамично развивался под этой символикой.
- В 2000 году был в городе установлен памятник воинам-интернационалистам работы в городе Люберцы.
- В 2003 году стал автором официального символа международного кинофестиваля «Волоколамский рубеж».
- В 2005 году на территории Люберецкой гимназии № 41 был установлен бюст маршала авиации П. С. Кутахова.
- В 2006 году стал автором официального символа всероссийского конкурса эстрадно-циркового искусства им. Брунова.
- В 2006 году был установлен памятник П. И. Чайковскому на территории дома-музея композитора в городе Клин.
- В 2006 году в городе Котельники в школе № 1 установлен бюст генералу танковых войск Л. Д. Чурикову
- В 2006 году в городе Видное памятник погибшим в Великой Отечественной войне «Журавли».
- В 2006 году в городе Видное памятник Нашим Матерям.
- В 2006 году в городе Видное памятник воинам-интернационалистам.
- В 2006 году создана мемориальная доска первому секретарю МОК КПСС В. И. Конотопу (город Москва).
- В 2007 году в городе Видное композиция Юность.
- В 2007 году в городе Коломна установлен памятник Кириллу и Мефодию.
- В 2008 году установлен памятник Екатерине Великой в городе Подольск.
- В 2008 году в городе Видное установлена скамейка применения.
- В 2008 году установлена городская скульптура Дядя Стёпа (Москва).
- В 2008 году в селе Тараканов (Солнечногорский район) памятник поэту А. А. Блоку и его супруге Л. Д. Менделеевой.
- в 2009 году создан памятник Кириллу и Мефодию в Саратове.
- В 2010 году установлено надгробие председателю КПСС О. С. Шенину (Троекуровское кладбище).
- В 2010 году А. А. Рожников принял активное участие в реконструкции городского мемориала, посвященного Люберчанам — участникам Великой Отечественной войны, где создал памятник воину-освободителю.
- В 2010 году в Подольске установлен мемориал труженикам тыла.
- В 2010 году в Подольске установлен памятник воинам-интернационалистам.
- В 2011 году на территории Люберецкой школы 25 им был установлен бюст авиаконструктору А. М. Черёмухину.
- В 2011 году установлена композиция История Подольска в городе Подольск.
- В 2011 году в городе Дзержинский установлен бюст зам. главы[чего?] Н. Н. Лазурина
- В 2011 году создан бюст авиаконструктору М. Л. Милю (Москва).
- В 2012 году установлен бюст Герою Социалистического труда, генеральному директору совхоза «Белая Дача» М. Е. Давыдову.
- В 2012 году установлен бюст Герою Социалистического труда, главному агроному совхоза «Белая Дача» А. М. Славину.
- В 2012 году памятник Кутузову установлен в Подольском районе (Новая Москва).
- В 2012 году установлена скульптурная композиция Любимые таксы А. П. Чехова в музее А. П. Чехова (село Мелихово, Чеховский район).
- В 2013 году установлено надгробие генералу армии К. И. Кобцу (Троекуровское кладбище).
- В 2013 году установлен бюст светлейшего князя Д. В. Голицына (музей Пушкина, Большие Вязёмы)[1].
- В 2013 году памятник самому юному кавалеру ордена Мужества Жене Табакову (Ногинский район, школа № 83).
- В 2014 году создан памятник детям военного времени в Щелковской районе (поселок Свердловский).
- В 2014 году установлено надгробие кинорежиссёру Е. А. Гинзбургу (Троекуровское кладбище).
- В 2015 году А. А. Рожников выиграл конкурс и создал для Люберец памятника лётчикам-истребителям «Трём Иванам».
- В 2015 году в центре города Люберцы была установлена скульптурная композиция «Ребята с нашего двора», посвящённая группе «Любэ»[2].
- В 2015 году создан памятник медицинским сёстрам в городе Череповец.
- В 2015 году установлен памятник военной регулировщице (42 км Волоколамского шоссе).
- В 2016 году по результатам открытого конкурса был установлен памятник народной артистке СССР Любови Орловой в городе Звенигород.
- В 2016 году создан памятник народному артисту России Ю. В. Стаскову[уточнить] в городе Ногинск.
- В 2016 году в поселке Коренево была открыта скульптурная композиция, посвящённая фильму «Начало» с Народной артисткой СССР И. М. Чуриковой (с 1946 по 1954 год проживала в Коренево)[3].
- В 2016 году в поселке Томилино в парке сказок было открыто три скульптурные композиции, посвящённые 50-летию фильма «Сказка о царе Салтане»[4].
- В 2016 году в городе Подольск установлен памятник кинорежиссёру Евгению Карелову.
- В 2017 году там же была открыта скульптурная композиция, посвященная собакам-космонавтам Белке и Стрелке и созданы эскизы скульптурных композиций для оформления городского парка культуры после масштабной реконструкции[5]
- В 2017 году установлен памятник И. В. Суворову[уточнить] в Омске.
- В 2017 году установлен памятник художнику-передвижнику В. Д. Поленову в Климовске (Подольский район).
- В 2017 году создан памятный знак Клину 700 лет (город Клин).
- В 2018 году была создана скульптурная композиция, посвящённая первой женщине-космонавту В. В. Терешковой (г. о. Лосино-Петровское, посёлок Свердловский).
- В 2018 году была создана скульптурная композиция, посвящённая летчику-космонавту А. А. Леонову (г. о. Лосино-Петровское, посёлок Свердловский).
- В 2018 году в городе Копенгаген (Дания) был установлен бюст композитора П. И. Чайковского в королевском театре[6].
- В 2018 году в соответствии с генеральной реконструкцией центрального парка культуры и отдыха городского округа Люберцы были установлены две скульптурные композиции «Танцующие на шаре под зонтиком» и «Танцующие вальс».

## Общественная деятельность
- Депутат Красковского поселкового Совета Московской области (1987—1991)
- Помощник депутата Государственной Думы Федерального Собрания Российской Федерации (1995—1999)
- Сотрудник Министерства культуры Московской области (2002—2013),
- Начальник Управления профессионального искусства и художественного образования (2011—2013)
- Председатель Общественного совета при Министерстве культуры МО по независимой экспертизе (с 2014)
- Представитель губернатора МО в Геральдической комиссии правительства МО (с 2014)

## Награды и премии
- Почтовая марка 2022 год. Серия «Современное искусство России». А. А. Рожников «Сказка о царе Салтане» (2016)Серебряная медаль ВДНХ СССР за достигнутые успехи в развитии народного хозяйстваза достигнутые успехи в развитии народного хозяйства (1991)
- Медаль «В память 850-летия Москвы» (1997)
- Почётный знак Губернатора Московской области «70 лет Московской области», за большой вклад в социально-экономическое и культурное развитие Подмосковья и в связи с 70-летием образования Московской области (1999)
- Почётная грамота Губернатора Московской области за высокое художественное мастерство при создании памятника воинам-интернационалистам для г. Люберцы и большой вклад в патриотическое воспитание молодежи (2000)
- Почётная грамота министерства культуры Московской области за активную и плодотворную работу по подготовке и проведению пятой Всероссийской театральной ярмарки «Театр-Информ 2003» (2003)
- Диплом Российской Академии художеств за участие в академической передвижной выставке «Золотое кольцо России» (2003)
- Присвоено почётное звание «Заслуженный работник культуры Московской области» (2003)
- Благодарственное письмо Губернатора Московской области за высокое профессиональное мастерство и большой вклад в организацию и проведение торжественных мероприятий, посвященных 75-летию образования Московской области (2004)
- Серебряная медаль Творческого Союза художников России за вклад в отечественную культуру (2005)
- Указом Президента Российской Федерации присвоено почетное звание «Заслуженный художник Российской Федерации» (2006)
- Диплом и Золотая медаль Всероссийского выставочного центра за большой вклад в Российскую художественную культуру (2007)
- Диплом Поволжского отделения Российской Академии художеств за создание памятника равноапостольным Кириллу и Мефодию для г. Коломны (2007)
- Медаль главы г. Коломны «Коломне 830 лет» (2007)
- Диплом регионального уровня лауреата проекта «Профессиональная команда страны» (2007)
- Благодарственная грамота Митрополита Крутицкого и Коломенского Ювеналия за жертвенную помощь в возрождении церковной жизни Московской Епархии (2007)
- Золотая медаль Творческого Союза художников России за вклад в отечественную культуру (2008)
- Почётная грамота Российского Совета ветеранов органов внутренних дел и внутренних войск за изготовление высокохудожественной бронзовой скульптурной композиции, посвященной инспектору ДПС, популяризирующую трудную и ответственную работу сотрудников ГИБДД МВД России и поднимающую престиж опасной службы (2008)
- Почеёный диплом лауреата форума «Общественное признание», за доблестный труд на благо России (2008)
- Благодарственное письмо Главы Люберецкого муниципального района за большой вклад в благоустройство Люберецкого муниципального района и координацию шестого Международного симпозиума скульпторов (2008)
- Почётная грамота Правительства Московской области за большой вклад в подготовку и проведение седьмого заседания Координационного Совета по культуре при Министерстве культуры Российской Федерации и второй Выставки-форума «Культурная реальность Подмосковья» (2008)
- Знак Главы Ленинского муниципального района Московской области «За личный вклад в развитие района» (2009)
- Золотая медаль Российской Академии Художеств «Достойному» (2010)
- Почётный знак главы Люберецкого муниципального района «За заслуги перед Люберецким районом» (2010)
- Почётный знак Губернатора Московской области «За заслуги перед Московской областью» (2010)
- Почётная грамота Министерства культуры Российской Федерации (2010)
- Почётный знак Главы города Подольска «Добро и Милосердие» (2011)
- Благодарность Правительства Саратовской области (2011)
- Благодарственное письмо Главы Подольского муниципального района (2012)
- Диплом Министерства культуры Московской области победителю областного Конкурса на памятник К. С. Малевичу (2014)
- Благодарственное письмо Главы Ногинского муниципального района (2014)
- Серебряная медаль Союза художников России (2015)
- Медаль Российской академии художеств имени И. И. Шувалова (2015)
- Почётный знак Губернатора Московской области «За заслуги перед Московской областью» II-й степени (2015)
- Почётная грамота ГУ МВД РФ по Московской области (2015)
- Благодарность министра внутренних дел Российской Федерации (2015)
- Медаль ордена «За заслуги перед Отечеством» II степени (30 марта 2020 года) — за большой вклад в развитие отечественной культуры и искусства, многолетнюю плодотворную деятельность[7]